# Nueva Victoria, Motozintla
Nueva Victoria är en ort i Mexiko.   Den ligger i kommunen Motozintla och delstaten Chiapas, i den sydöstra delen av landet, 900 km sydost om huvudstaden Mexico City. Nueva Victoria ligger 1 017 meter över havet och antalet invånare är 196.
Terrängen runt Nueva Victoria är kuperad åt sydväst, men åt nordost är den bergig. Runt Nueva Victoria är det ganska tätbefolkat, med 78 invånare per kvadratkilometer. Närmaste större samhälle är Huixtla, 16,4 km söder om Nueva Victoria. I omgivningarna runt Nueva Victoria växer i huvudsak städsegrön lövskog.